# Douglas Rodríguez
Douglas Rodríguez Gardiola (* 3. Juni 1950 in Santiago de Cuba; † 21. Mai 2012 in Havanna) war ein kubanischer Boxer.
1970 gewann Rodríguez im Fliegengewicht (-51 kg) die Zentralamerika- und Karibikmeisterschaften in Havana. Bei den Panamerikanischen Spielen 1971 erkämpfte er sich eine Bronzemedaille hinter Francisco Rodríguez, Venezuela, und Arturo Delgado, Mexiko. Im Jahr darauf startete er bei den Olympischen Spielen in München. Nach Siegen über Jorge Mejia, Ecuador (5:0), Fujio Nagai, Japan (5:0), Constantin Gruiescu, Rumänien (3:2), und  Boris Zoriktuyev, Sowjetunion (TKO 3.), erreichte Rodríguez das Halbfinale. In diesem stand ihm Leo Rwabwogo aus Uganda gegenüber dem er mit 3:2 Richterstimmen unterlag und somit mit einer Bronzemedaille aus dem Turnier ausschied.
1973 errang Rodríguez die Silbermedaille der Zentralamerika- und Karibikmeisterschaften in Mexiko-Stadt. Im Finale unterlag er Alfredo Pérez, Venezuela. Bei den Weltmeisterschaften 1974 in Havana konnte er sich im Finale bei Pérez revanchieren (4:1) und wurde somit Weltmeister.
Am 21. Mai 2012 starb Rodríguez im Alter von 61 Jahren an den Folgen eines Herzinfarkts.

## Quelle
- amateur-boxing.strefa.pl

| Personendaten    | Personendaten                                    |
| ---------------- | ------------------------------------------------ |
| NAME             | Rodríguez, Douglas                               |
| ALTERNATIVNAMEN  | Rodríguez Gardiola, Douglas (vollständiger Name) |
| KURZBESCHREIBUNG | kubanischer Boxer                                |
| GEBURTSDATUM     | 3. Juni 1950                                     |
| GEBURTSORT       | Santiago de Cuba                                 |
| STERBEDATUM      | 21. Mai 2012                                     |
| STERBEORT        | Havanna                                          |